# Gourbit
Gourbit ist eine französische Gemeinde mit 79 Einwohnern (Stand 1. Januar 2022) im Département Ariège in der Region Okzitanien. Sie gehört zum Kanton Sabarthès und zum Arrondissement Foix.
Nachbargemeinden sind Rabat-les-Trois-Seigneurs im Westen und im Norden, Génat im Nordosten, Lapège im Osten, Illier-et-Laramade im Südosten, Orus im Süden und Val-de-Sos im Südwesten. An der nördlichen Gemeindegrenze verläuft das Flüsschen Courbière (Fluss).

## Bevölkerungsentwicklung

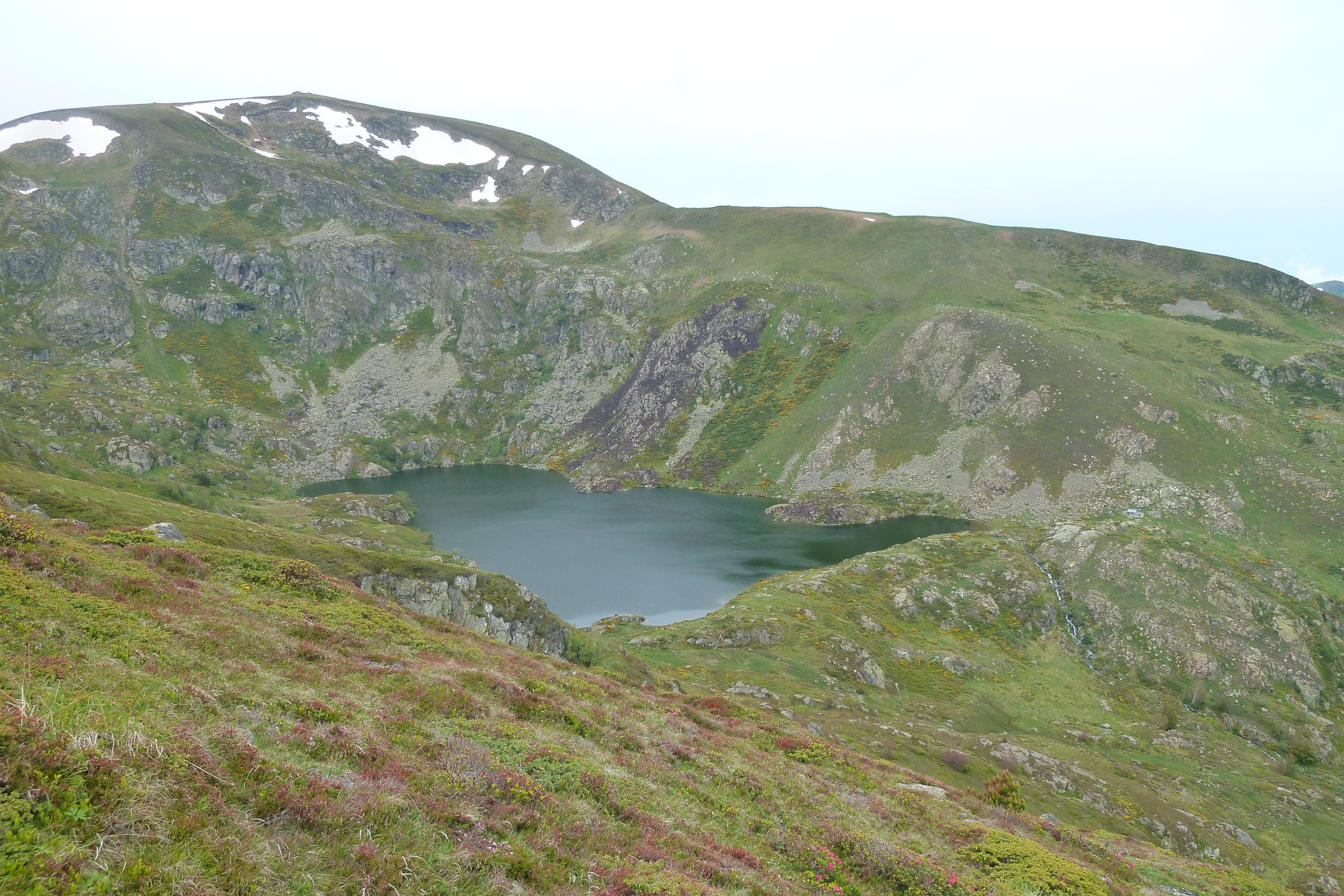
Der Gebirgssee Étang d’Artats

| Jahr                       | 1962 | 1968 | 1975 | 1982 | 1990 | 1999 | 2008 | 2016 |
| -------------------------- | ---- | ---- | ---- | ---- | ---- | ---- | ---- | ---- |
| Einwohner                  | 100  | 71   | 87   | 82   | 69   | 61   | 92   | 82   |
| Quellen: Cassini und INSEE |      |      |      |      |      |      |      |      |